# Лигар
Лигар је мешанац лава и тигрице. Укрштање две звери догађа се само у зоолошким вртовима. Лигар има малу гриву, а тело му је прекривено мање изразитим пругама од оних код тигра. Највећа је мачка на свету. Од тигона се разликује по томе што је тигон мешанац тигра и лавице. Лигар, за разлику од других мачака, обожава пливање.